# 勝得威
勝得威（英語：Winner's Way，來港前稱Day Of Rest），是一匹曾在澳洲和香港出賽的已退役賽駒，練馬師是告東尼。

## 簡介
2017年5月13日，潘頓策騎「勝得威」勝出第一班盃賽麥蘊利盃。
2016/2017馬季，「勝得威」取得一季四捷。
2018年5月27日，「勝得威」雖然在上次出賽後翌日（4月30日）被獸醫發現右前腿不良於行、右前腿脛部腫脹，但在潘頓胯下能夠克服腳患，順利取得國際三級賽沙田銀瓶冠軍；同年9月2日，「勝得威」在潘頓胯下勝出第一班盃賽香港特區行政長官盃。
2019年10月8日，「勝得威」宣告退役，正式結束其競賽生涯。

## 在港勝出賽事全紀錄
| 比賽日期   | 賽事名稱           | 賽事班次 | 賽道 | 賽事路程 | 比賽馬場   | 名次 | 完成時間 | 騎師   |
| ---------- | ------------------ | -------- | ---- | -------- | ---------- | ---- | -------- | ------ |
| 06/11/2016 | KATE讓賽           | 第三班   | 草地 | 1400米   | 沙田馬場   | 1    | 1:22.24  | 蔡明紹 |
| 11/12/2016 | 雞尾酒讓賽         | 第三班   | 草地 | 1400米   | 沙田馬場   | 1    | 1:22.16  | 蔡明紹 |
| 12/04/2017 | 獅城讓賽           | 第二班   | 草地 | 1650米   | 跑馬地馬場 | 1    | 1:39.28  | 潘頓   |
| 13/05/2017 | 麥蘊利盃           | 第一班   | 草地 | 1400米   | 沙田馬場   | 1    | 1:21.48  | 潘頓   |
| 27/05/2018 | 沙田銀瓶           | G3       | 草地 | 1200米   | 沙田馬場   | 1    | 1:08.17  | 潘頓   |
| 02/09/2018 | 香港特區行政長官盃 | 第一班   | 草地 | 1200米   | 沙田馬場   | 1    | 1:08.27  | 潘頓   |

## 外部連結
- . 香港賽馬會. 2018-05-27  [2018-12-16]. （原始内容存档于2019-12-22）.
- . 香港賽馬會. 2018-09-02  [2018-12-16]. （原始内容存档于2020-10-20）.